# تقنية الرسم الرقمي
الرسم الرقمي هو وسيلة فنية محددة تجمع عادة بين الكمبيوتر وجهاز لوحي للرسومات والبرامج المفضلة. يستخدم الفنان الرسم والرسم باستخدام القلم الذي يأتي مع لوحة الرسومات لإنشاء لوحات ثنائية الأبعاد داخل برنامج فني رقمي. هناك العديد من التقنيات والأدوات التي يستخدمها الفنانون الرقميون، أولها الفرش الرقمية. يأتي هذا المعيار مع جميع برامج الفن الرقمي، ولكن يمكن للمستخدمين إنشاء برامجهم الخاصة عن طريق تغيير شكلها وملمسها وحجمها ونقلها.

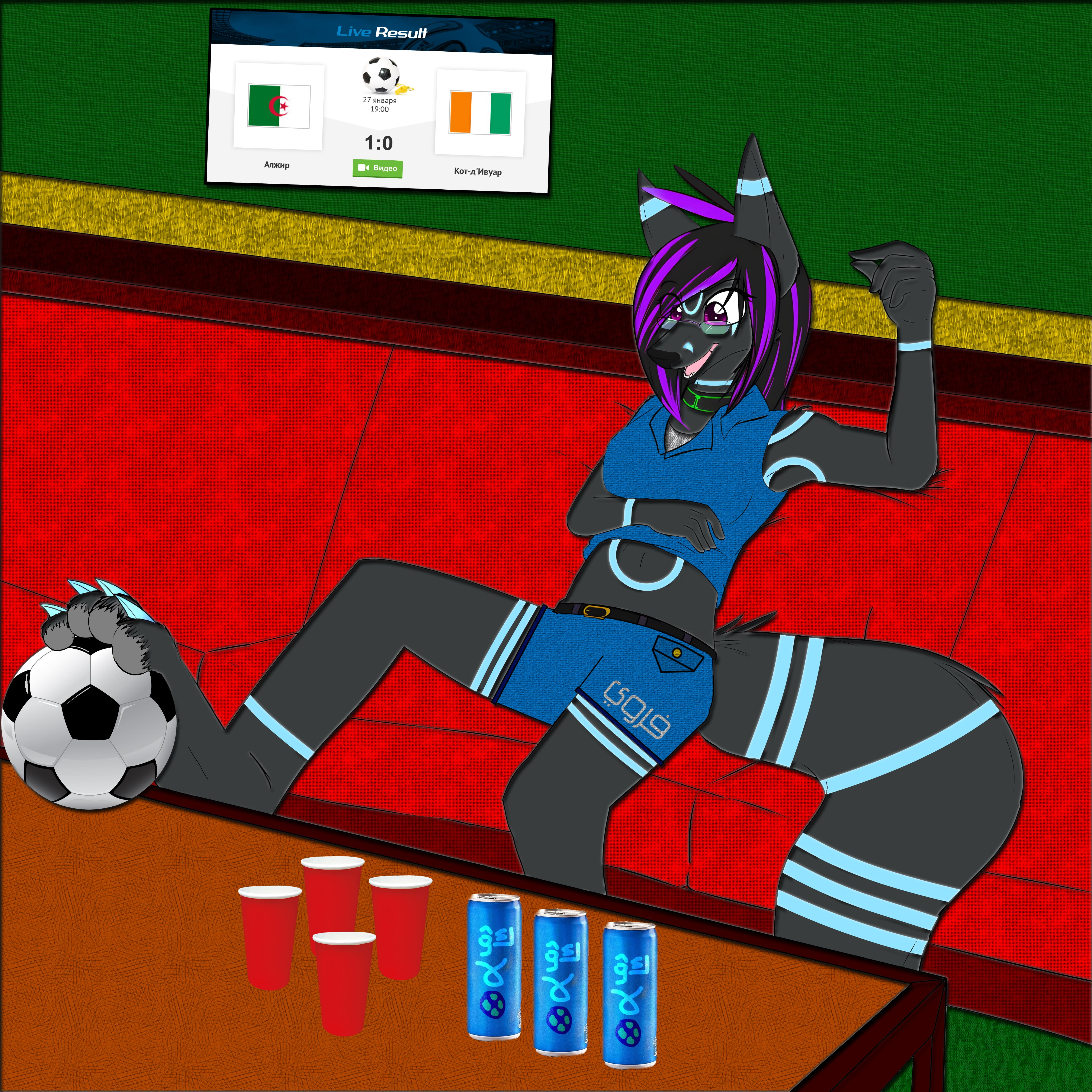
مثال على الرسم الرقمي البسيط هو حيوان مجسم.

يتم إنشاء العديد من هذه الفرش لتمثيل الأنماط التقليدية مثل الزيتيه والأكريليك والباستيل والفحم والرش ، ولكن ليس كلها. تشمل الأدوات الفعالة الأخرى الطبقات وأدوات اللاسو والأشكال والأقنعة. تطورت اللوحة الرقمية ليس فقط لتقليد أنماط الفن التقليدي، ولكن لتصبح تقنيتها الخاصة بالكامل.
يستخدم الرسم الرقمي من قبل الفنانين الهواة والمحترفين على حد سواء. ينتشر استخدامه بشكل خاص في استوديوهات الإنتاج التجاري التي تنشئ الألعاب والتلفزيون والافلام. هناك أسباب متعددة لذلك تنطبق على الفنانين الهواة أيضا.
تمكن اللوحة الرقمية الفنانين من تجربة تقنيات وألوان مختلفة بسهولة حيث أن استخدامها للطبقات ووظيفة التراجع وحفظ الملفات يجعلها عملية عمل غير مدمرة. يمكن للفنانين دائماً العودة إلى حالة سابقة داخل القطعة الفنية لذلك لا يضيع شيء حقا. هذا لا يوفر الوقت فحسب، بل المواد أيضا مع منح الفنان المزيد من الحرية في الإبداع.

## المقارنة بالرسم التقليدي
هناك اختلافات متعددة بين الرسم التقليدي والرقمي. الأول هو أن الرسامين التقليديين يرسمون على سطح مثل قماش أو ورق ويرسم الفنان الرقمي على الشاشة. هذا فرق كبير لأن هناك فجوة بين سن القلم ومستشعر الشاشة. هذا ما يسمى اختلاف المنظر.
خفضت الأقراص الأحدث اختلاف المنظر إلى الحد الأدنى مما أدى إلى إزاحة قليلة جدا بين السن ونتائج السن. يجب أن يكون الرسامون التقليديون أيضا أكثر تعمدا، حيث يتعين عليهم تخطيط أسطحها ووسائطها للحصول على الحجم والتأثير الذي يريدونه، في حين يتمتع الفنانون الرقميون بحرية تغيير لوحاتهم طوال العملية بأكملها. تشغل اللوحة الرقمية أيضا مساحة أقل بكثير.
مع اللوحة التقليدية، من المعتاد أن يكون لديك حامل، ولوحة، ومكان لوضع الفرش، والماء لتنظيف الفرش، والخرق، وما إلى ذلك. في حين أن كل ما هو مطلوب مع الرسم الرقمي هو جهاز لوحي، والذي غالبا ما يكون صغيرا بما يكفي ليناسب حضن الرسام.

## المعدات
تتطلب اللوحة الرقمية أحد نوعين من الأجهزة. الأول جهاز لوحي رسومات متصل بجهاز كمبيوتر والثاني بجهاز لوحي مستقل. يمكن بعد ذلك تقسيم الأجهزة اللوحية الرسومية إلى فئتين: الأجهزة اللوحية بدون شاشة والأجهزة اللوحية المزودة بشاشة.
الأول ليس لديه شاشته الخاصة، لذلك يتم تعيين مساحة سطح الجهاز اللوحي على شاشة الكمبيوتر. قد يكون استخدامها أكثر صعوبة حيث يوجد انفصال بين السطح الذي يتم رسمه والشاشة التي تعرض الصورة.
يحتوي الثاني على شاشات، والتي عادة ما تكون أسهل في الاستخدام، ولكنها أكثر تكلفة بكثير. يمكن أن تحتوي الأقراص أيضا على حساسية للضغط واستجابة للإمالة،هذا يعني أن كل من الضغط وزاوية القلم يؤثران على الفرشاة الرقمية. هناك العديد من الشركات التي تنتج أقراص الرسومات، وأبرزها واكوم اكس بين و  هويون.
زادت الأجهزة اللوحية المستقلة من قابلية الحمل لأنها لا تحتاج إلى ربطها بجهاز كمبيوتر، ولكنها عادة ما تكون أصغر من أقراص الرسومات ذات الأسعار المكافئة. تتضمن بعض الأجهزة اللوحية التي يمكن استخدامها للرسم الرقمي لأجهزة الايباد  و مايكروسوفت و استديو واكوم.

## البرمجيات
هناك العديد من الأنواع المختلفة من البرامج التي يستخدمها الرسامون الرقميون. تتراوح هذه البرامج من البرامج التي تهدف إلى محاكاة برامج الرسم التقليدية مثل كوريل بينتر إلى برامج معالجة الصور مثل أدوبي فوتوشوب.
هناك فوائد مختلفة لكل برنامج رسم رقمي لذلك يعتمد ذلك على كيفية رغبة الفنان في العمل والأدوات المهمة بالنسبة له. يعتمد ذلك أيضا على تكلفة هذه البرامج مع تحول العديد منها إلى نموذج قائم على الاشتراك بدلا من عملية شراء واحدة لمرة واحدة مثل كليب باينت استديو المعروف سابقا باسم استديو استديو المانغا .
تحتوي العديد من برامج الطلاء الرقمي لأجهزة الكمبيوتر على إصدار تطبيق للأجهزة اللوحية المستقلة، ولكن هناك أيضا تطبيقات مصممة بالكامل لهم. كوربيت هو أحد هذه التطبيقات.

## التقنيات الهجينة
هناك طرق أخرى يرسم بها الفنانون رقميا أيضا، يمكن أن تتراوح من استخدام برامج مختلفة لتحقيق تأثيرات مختلفة،كما هو الحال في القيام بجوانب معينة في برنامج واحد ثم الانتقال إلى برنامج آخر لجانب آخر، عادة ما تكون هذه هي الطريقة التي يعمل بها الفنانون ثلاثي الأبعاد. القيام بالمراحل الأولية من اللوحة على قطعة من الورق أو القماش ثم تصويرها أو مسحها ضوئيا في برنامج الرسم الرقمي لإكمال القطعة بشكل أكبر هي الاكثر شيوعا.

## جذور وأصول

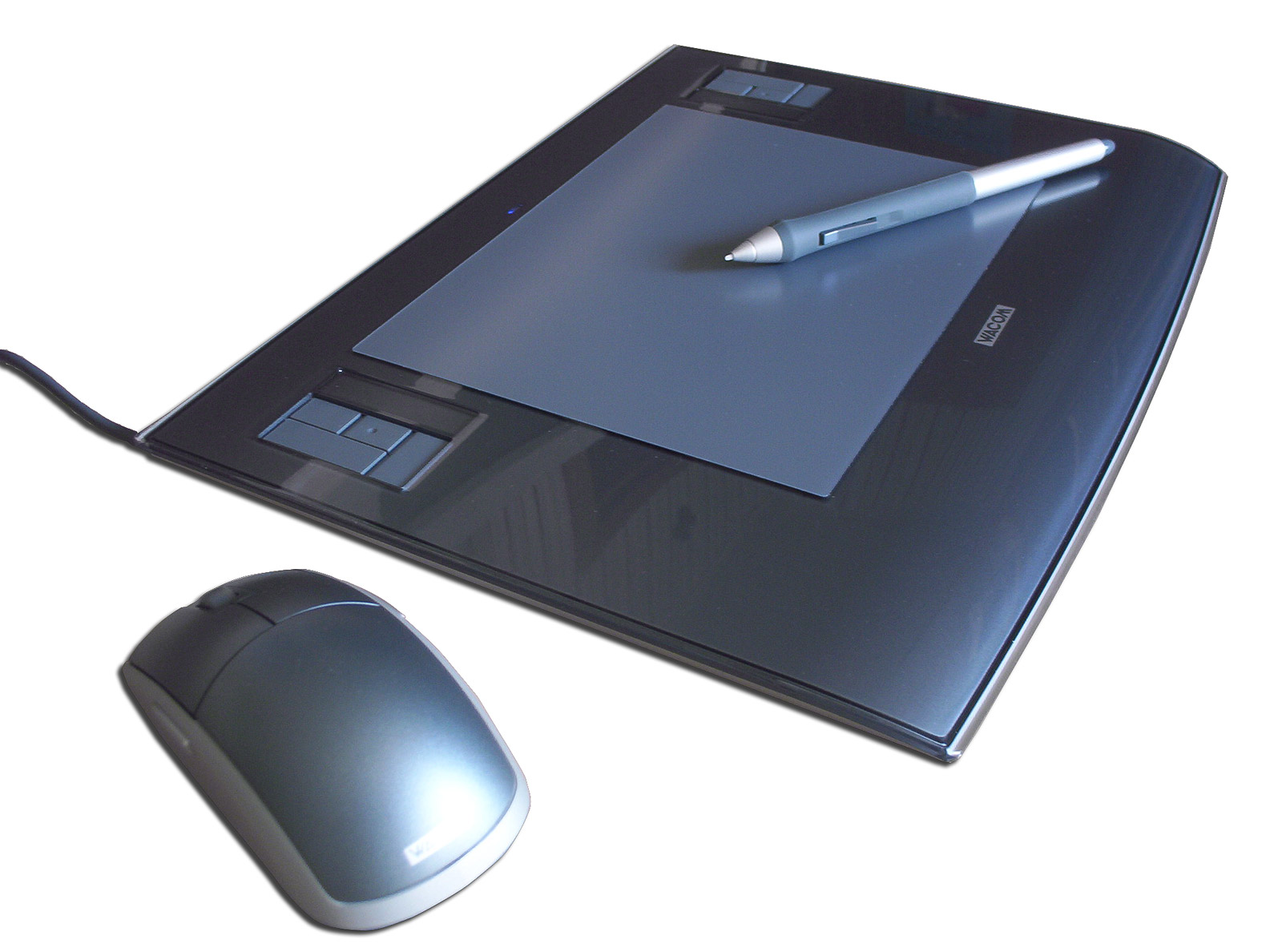
جهاز Wacom Pen اللوحي مع قلم وماوس، Intuos 3 A5

### سكيتس باد
كان أول برنامج للتلاعب الرسومي يسمى سكيتش باد. سمح سكيتش باد للمستخدم بالتلاعب بالأشياء الموجودة على (أنبوب أشعة الكاثود)  الذي أنشأه إيفان ساذرلاند، وهو طالب دراسات عليا في معهد ماساتشوستس للتكنولوجيا. أدت لوحة الرسم في النهاية إلى إنشاء قرص راند للعمل في مشروع الكأس المقدسة في عام 1968، وتم إنشاء أول جهاز لوحي.
كانت الأجهزة اللوحية المبكرة الأخرى، أو أجهزة التحويل الرقمي،  مثل بطاقة هوية (محول الأرقام الذكي) و بيت باد  ناجحة تجاريا وتستخدم في برامج (التصميم بمساعدة الكمبيوتر).

### الأجهزة اللوحية
الأجهزة اللوحية الحديثة هي الأدوات المفضلة من قبل الرسامين الرقميين. واكوم هي الشركة الرائدة في الصناعة في الأجهزة اللوحية التي يمكن أن يتراوح حجمها من 4 "× 6" على طول الطريق إلى 12 بوصة × 19 بوصة وسمكها أقل من بوصة واحدة.
العلامات التجارية الأخرى للأجهزة اللوحية الرسومية هي ايبتيك و مونوبرايس و هاڤون و جينيوس و اديوس و ترست و مانهاتان و ڤيست تابيل و ديبي برو وما إلى ذلك.كل هذه الأجهزة اللوحية الرسومية لها الوظائف الأساسية للماوس، بحيث يمكن استخدامها كماوس، ليس فقط في برامج تحرير الرسومات ولكن أيضا كبديل للماوس، وهي متوافقة مع جميع برامج ويندوز و ماك تقريبا.

### ماك بينت
كان برنامج ماك بينت هو البرنامج التجاري المبكر الذي سمح للمستخدمين بتصميم الأشياء ورسمها ومعالجتها. تم تقديم الإصدار الأول من هذا البرنامج في 22 يناير 1984، على ابل ليسا. جعلته القدرة على الرسم اليدوي وإنشاء الرسومات باستخدام هذا البرنامج أفضل برنامج من نوعه خلال عام 1984.
كانت الإصدارات السابقة من البرنامج تسمى ماك سكيتش وليسا سكيتش وكان الإصدار الأخير من ماك بينت هو ماك بينت 2.0 الذي تم إصداره في عام 1998.
يعزى الكثير من نجاح ماك بينت العالمي إلى إصدار أول كمبيوتر ماكينتوش  تم تجهيزه ببرنامج آخر يسمى ماك رايت. كان أول كمبيوتر شخصي مزود بواجهة مستخدم رسومية وفقد الكثير من الحجم الضخم لسلفه، ليزا. كان ماكنتوش متاحا بحوالي 2500 دولار وجعل الجمع بين التصميم الأصغر الكمبيوتر ناجحا، مما عرض مستخدم الكمبيوتر العادي للإمكانيات الرسومية لجهاز ماك بينت المرفق

### أدوبي
كان أدوبي فوتوشوب برنامجا آخر للتلاعب المبكر بالصور. كان يطلق عليه لأول مرة العرض وتم إنشاؤه في عام 1987 من قبل توماس نول في جامعة ميشيغان كبرنامج عرض صور أحادي اللون. بمساعدة شقيقه جون، تم تحويل البرنامج إلى برنامج لتحرير الصور يسمى إيماجيبرو، ولكن تم تغييره لاحقا إلى فوتوشوب.
وافق ذا نولز على صفقة مع أنظمة أدوبي  و ابل وتم إصدار فوتوشوب 1.0 في عام 1991 لنظام التشغيل ماكنتوش.
كانت أنظمة أدوبي قد أصدرت سابقا أدوبي الرسام  1.0 في عام 1986 على ابل ماكنتوش. هذان البرنامجان، أدوبي فوتوشوب و أدوبي المصور هما حاليا من أفضل البرامج المستخدمة في إنتاج اللوحات الرقمية. قدم الرسام استخدامات منحنيات بيزييه التي تسمح للمستخدم بأن يكون مفصلا بشكل لا يصدق في رسوماته المتجهة.

### كيد بيكس
في عام 1988، أنشأ كريغ هيكمان برنامج طلاء يسمى كيد بيكس، مما سهل على الأطفال إنشاء فن رقمي. تم إنشاء البرنامج في الأصل باللون الأسود والأبيض، وبعد عدة مراجعات تم إصداره بالألوان في عام 1991. كان كيد بيكس أحد البرامج التجارية الأولى لدمج اللون والصوت بتنسيق إبداعي. على الرغم من إنشاء كيد بيكس عمدا للأطفال، إلا أنه أصبح أداة مفيدة لإدخال البالغين إلى الكمبيوتر أيضا.

### برامج الرسم على شبكة الإنترنت
في السنوات الأخيرة، كان هناك نمو في المواقع الإلكترونية التي تدعم الرسم رقمياً عبر الإنترنت. لا يزال المستخدم يرسم رقميا باستخدام البرنامج، وغالبا ما يكون البرنامج على خادم موقع الويب المستخدم. ومع ذلك، مع ظهور HTML5، تستخدم بعض البرامج الآن جزئيا متصفح الويب الخاص بالعميل للتعامل مع بعض المعالجة. يمكن أن تكون مجموعة الأدوات والفرش محدودة أكثر من البرامج القائمة بذاتها. تتشابه سرعة الاستجابة وجودة اللون والقدرة على الحفظ في ملف أو طباعة في أي من الوسائط.
- رسومات الحاسوب
- التصوير الرقمي
- الفن الإلكتروني

1. ↑  "الرسام 2023 | قم بتنزيل الإصدار التجريبي المجاني الخاص بك". www.painterartist.com (بالإنجليزية). Archived from the original on 2022-12-28. Retrieved 2023-01-17.
2. ↑  "نصائح الرسم الرقمي: كيفية اختيار الفرش المناسبة". Design & Illustration Envato Tuts+. مؤرشف من الأصل في 2022-12-28. اطلع عليه بتاريخ 2023-01-17.
3. ↑  "إنشاء الفرش وتعديلها". مؤرشف من الأصل في 2022-10-22. اطلع عليه بتاريخ ١٨يناير. {{استشهاد ويب}}: تحقق من التاريخ في: |تاريخ الوصول= (مساعدة)
4. ↑  ""كيفية إنشاء فرش فنية تقليدية للفن الرقمي؟"". مؤرشف من الأصل في 2022-12-28. اطلع عليه بتاريخ ١٨ يناير. {{استشهاد ويب}}: تحقق من التاريخ في: |تاريخ الوصول= (مساعدة)
5. ↑  fawceta (25 Jan 2019). "الوسائط الرقمية والرسوم المتحركة: إحياء الفن". Spring 2019, Volume 11 – Issue 1 (بالإنجليزية الأمريكية). Archived from the original on 2022-12-28. Retrieved 2023-01-17.
6. ↑  "تعلم سير العمل غير المدمر في فوتوشوب". www.pluralsight.com (بالإنجليزية). Archived from the original on 2022-12-28. Retrieved 2023-01-17.
7. ↑  SweetMonia (6 Sep 2019). "ما هو المنظر؟ وهل هو سيء حقا في شاشة القلم مثل سينتيك أو كامفاس؟". Sweet Drawing Blog (بالإنجليزية الأمريكية). Archived from the original on 2022-12-28. Retrieved 2023-01-17.
8. ↑  admin (17 Aug 2007). "قائمة كاملة بمستلزمات الطلاء الزيتي التي يحتاجها كل رسام زيتي مبتدئ". EmptyEasel.com (بالإنجليزية الأمريكية). Archived from the original on 2022-12-28. Retrieved 2023-01-17.
9. ↑  "رسم الأجهزة اللوحية بدون شاشة - المزايا والعيوب". Drawing Tablet World (بالإنجليزية). 11 Jul 2019. Archived from the original on 2022-09-13. Retrieved 2023-01-17.
10. ↑  "نصائح يجب معرفتها لتحسين تجربة الرسم اللوحي". Art Rocket (بالإنجليزية الأمريكية). Archived from the original on 2022-12-28. Retrieved 2023-01-17.
11. ↑  "حساسية الإمالة والدوران في القلم: هل تحتاج إليها حقا؟". essentialpicks.com (بالإنجليزية الأمريكية). 21 Mar 2019. Archived from the original on 2022-10-21. Retrieved 2023-01-17.
12. 1 2  "التاريخ الحقيقي لواجهة المستخدم الرسومية — نقطة الموقع". www.sitepoint.com (بالإنجليزية). 12 Aug 2001. Archived from the original on 2022-09-29. Retrieved 2023-01-17.
13. ↑  "أفضل 10 أقراص رسم للفنانين والمصممين في عام 2023". مؤرشف من الأصل في 2022-10-12.
14. ↑  Erik (31 Jan 1984). "أجهزة الكمبيوتر الشخصية؛ برنامج لماكنتوش: الكثير في الطريق". The New York Times (بالإنجليزية الأمريكية). ISSN:0362-4331. Archived from the original on 2023-01-17. Retrieved 2023-01-17.
15. ↑  Tech: Apple Lisa Demo (1984)، مؤرشف من الأصل في 2023-01-19، اطلع عليه بتاريخ 2023-01-17
16. ↑  bo.liu. "كيفية إنشاء لوحة رقمية بأفضل 5 طرق عبر الإنترنت". VanceAI (بالإنجليزية). Archived from the original on 2022-12-06. Retrieved 2023-01-17.